# Gonadotropine
Gonadotropine sind trophische Sexualhormone, welche die Funktion der Keimdrüsen (Ovarien bzw. Hoden) stimulieren. Sie sind Proteine oder Peptide und gehören daher zu den Proteohormonen.
Die Gonadotropine follikelstimulierendes Hormon (FSH) und luteinisierendes Hormon (LH) werden in der Pars distalis des Hypophysenvorderlappens gebildet und von dort in die Blutbahn abgegeben. Die Sekretion wird dabei stoßweise durch Bindung des hypothalamischen Hormons Gonadoliberin (GnRH) stimuliert.
Das Choriongonadotropin wird während der Schwangerschaft in der Plazenta synthetisiert und beim Menschen humanes Choriongonadotropin (hCG) genannt.
Strukturell bestehen die Gonadotropine aus jeweils zwei Untereinheiten, welche als α-Untereinheit und β-Untereinheit bezeichnet werden. FSH, LH und hCG haben die gleiche α-Untereinheit. Die unterschiedliche Funktionalität dieser drei Hormone wird durch die β-Untereinheit bewirkt.
Die Gonadotropine werden bei In-vitro-Fertilisation eingesetzt und können unter Umständen ein ovarielles Hyperstimulationssyndrom auslösen.
Bei einer Gonadotropin-Resistenz reagieren die Gonaden nicht hinreichend auf die Stimulationswirkung der Gonadotropine, was zum hypergonadotropen Hypogonadismus führen kann.

## PMSG
PMSG ist das von trächtigen Pferden produzierte Gonadotropin, welches in der Tiermedizin Verwendung findet. Vor allem in Argentinien, Uruguay, Island und den Niederlanden wird es den Stuten über regelmäßige Blutabnahmen entnommen und zu hormonhaltigem Proteinpulver aufbereitet. Anschließend wird es nach Europa und Nordamerika exportiert und findet dort Verwendung zur Brunstsynchronisation in der intensiven Tierhaltung (insbesondere bei Schweinen), um die Fruchtbarkeit der Tiere zu erhöhen und planbarer zu machen sowie den Fleischzuwachs zu fördern.